# Célestin Oliver
Célestin Oliver, (12 de julho de 1930 - 5 de junho de 2011) foi um futebolista e treiandor francês nascido na colônia da Argélia e que atuava como atacante.

## Carreira
Oliver fez parte do elenco da Seleção Francesa de Futebol, na Copa do Mundo de 1958. 

## Honras
- Copa do Mundo de 1958: 3º Lugar